# Heinrich von Hadeln (General, 1796)
Freiherr Heinrich Hellmuth von Hadeln (* 22. Juli 1796 in Landau (Waldeck); † 18. März 1867 in Wiesbaden) war ein nassauischer Generalleutnant.

## Leben
Heinrich Hellmuth von Hadeln war der Sohn des am 1. September 1809 vor Gerona gefallenen königlich-westphälischen (ehemals niederländischen) Brigadegenerals Heinrich Friedrich August von Hadeln und dessen Frau Cornelia, geborene Baronin Chassé († 1831), Schwester von Baron David Hendrik Chassé und Tochter des niederländischen Majors Carel Johan Chassé (1724–1793). Wilhelm von Hadel war ein Bruder.
Er lernte das Soldatenleben bereits als Knabe 1804 und 1805 aus erster Hand kennen, als er mit seinem Vater im Heerlager bei Zeist des französischen Generals Marmont lebte, dabei die Errichtung der sogenannten Pyramide von Austerlitz miterlebte, und seinen Vater dann auf Marmonts Marsch bis nach Ulm begleitete.
Nach dem Tod des Vaters war er für eine Laufbahn im Forstwesen vorgesehen, und er lebte daher bis 1812 gemeinsam mit Hoffmann von Fallersleben im Haus eines waldeckischen Försters. Nachdem seine Schwester im Jahre 1812 den französisch-westphälischen General Jacques Alexandre Allix (1768–1836) geheiratet hatte, bewegte Allix seinen jungen Schwager zum Eintritt in die Artillerieschule der westphälischen Armee. Noch im selben Jahr erlebte er am 30. September die kurze Beschießung der Stadt durch Alexander Tschernyschow Kosaken und dann das Ende des  Königreichs Westphalen.
Am 29. Dezember 1813 wurde er als Leutnant in die kurhessische Artillerie übernommen. Er nahm 1814 in den Befreiungskriegen am Feldzug gegen Frankreich teil. Am 1. November 1816 wurde er Oberleutnant im Generalstab der Herzoglich Nassauischen Armee und absolvierte eine zweijährige Ausbildung an der Artillerieschule Wien. 1819 wurde Hadeln mit der Einrichtung der nassauischen Militärschule in Wiesbaden beauftragt und zu deren Direktor ernannt. Vom folgenden Jahr an baute er die bis dahin nicht vorhandene nassauische Artillerie auf. 1822 wurde er Hauptmann und Chef der einzigen nassauischen Artilleriekompanie, 1833 Major und am 28. August 1837 Oberstleutnant.
Von 1832 bis 1839 leitete Hadeln die Erziehung des nassauischen Erbprinzen Adolph und hielt sich zu diesem Zweck zeitweise wieder in Wien auf.
Mit Diplom vom 1. September 1839 wurde Hadeln durch Herzog Adolph I. in Anerkennung seiner Abstammung aus altem rittermäßigen Geschlecht für sich und seine ehelichen Nachkommen unter Bestätigung seines bisher geführten Wappens in den Freiherrnstand erhoben.
Am 28. März 1843 wurde er zum Oberst befördert. Nach der Märzrevolution nahm er am Feldzug gegen Baden teil und wurde am 6. Mai 1850 zum Generalmajor ernannt und zum Chef des Kriegsdepartements der Regierung des Herzogtums Nassau berufen. Am 22. Juli 1850 wurde er Generalkommandeur der nassauischen Truppen. Am 26. Juli 1854 wurde er zum Generaladjutanten (Stellvertreter des Herzogs als Oberkommandierender) und Chef der Militärkanzlei ernannt. Am 12. Dezember 1860 erhielt er den Titel eines Wirklichen Geheimrates mit dem Prädikat Exzellenz. Am 2. Februar 1862 wurde er, inzwischen 65-jährig, als Generalleutnant zur Disposition gestellt.
Er wurde auf dem Alten Friedhof in Wiesbaden bestattet. Sein Grab besteht nicht mehr.

## Auszeichnungen
- Militär- und Zivildienst-Orden Adolphs von Nassau Großkreuz
- Nassauisches Dienstehrenzeichen für Offiziere nach 25 Dienstjahren
- Nassauisches Dienstehrenzeichen für Offiziere nach 50 Dienstjahren
- Badischer Orden vom Zähringer Löwen Kommandeur 1. Klasse
- Großherzoglich hessische Kampagnenmedaille von 1814/1815
- Militär-Wilhelms-Orden Kommandeur
- Luxemburger Orden der Eichenkrone Großkreuz
- Österreichisch-kaiserlicher Leopold-Orden Kommandeur
- Orden der Eisernen Krone Ritter I Klasse
- preußischer Roter Adlerorden 2. Klasse
- schwedischer Schwertorden Großkreuz
- königlich französischer Fleur de Lys-Orden